# Pousa-colheres

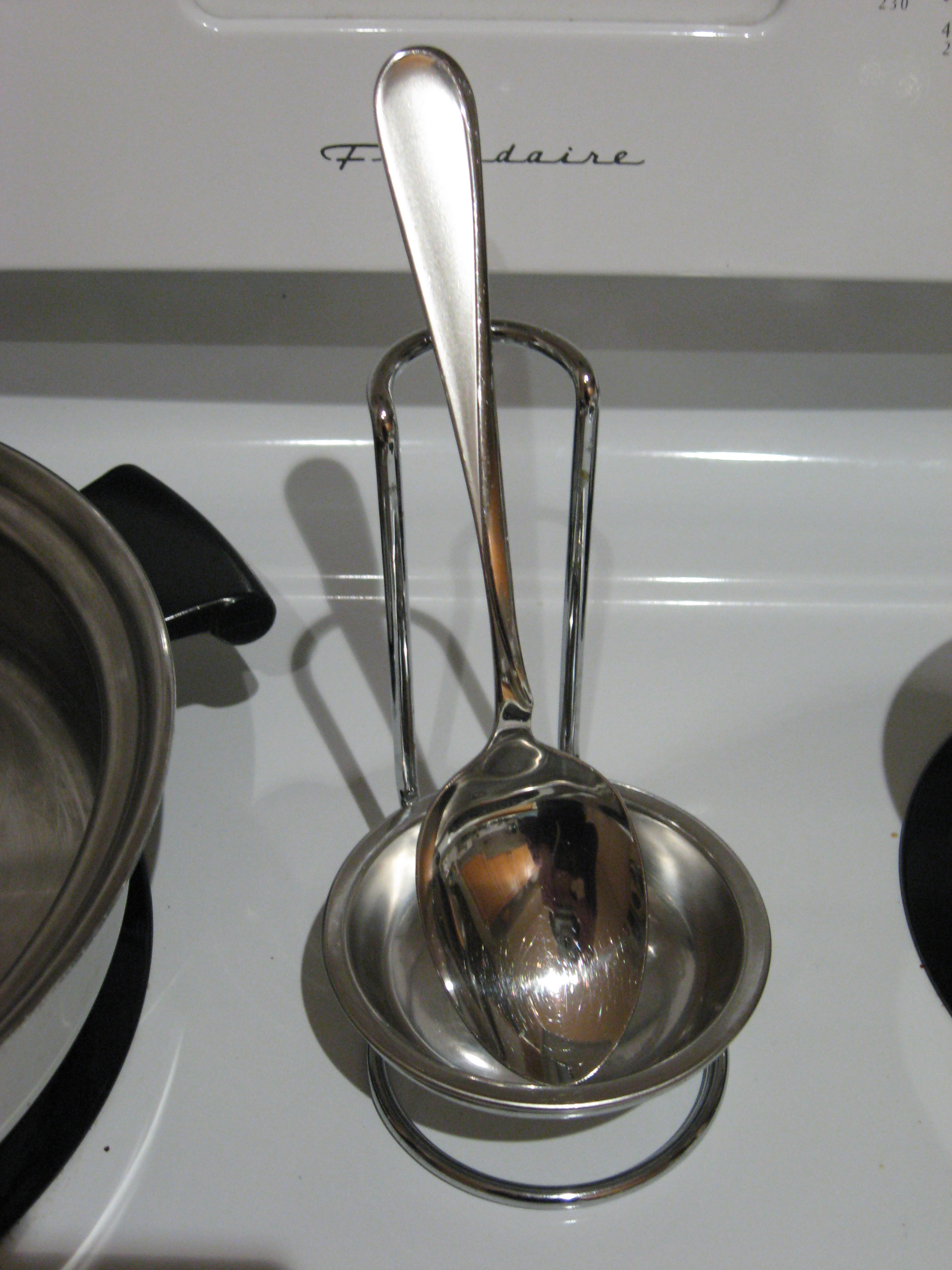
Uma concha da sopa pousada num pousa-colheres vertical

Um pousa-colheres é um utensílio de cozinha destinado a segurar colheres ou conchas, por molde a resguardar a mesa ou a banca de cozinha de quaisquer respingos ou líquidos que se derramem sobre a superfície, bem como para garantir que as colheres não entram em contacto com quaisquer contaminantes.
Os pousa-colheres podem ser feitos de madeira, barro, porcelana, plástico ou metal.

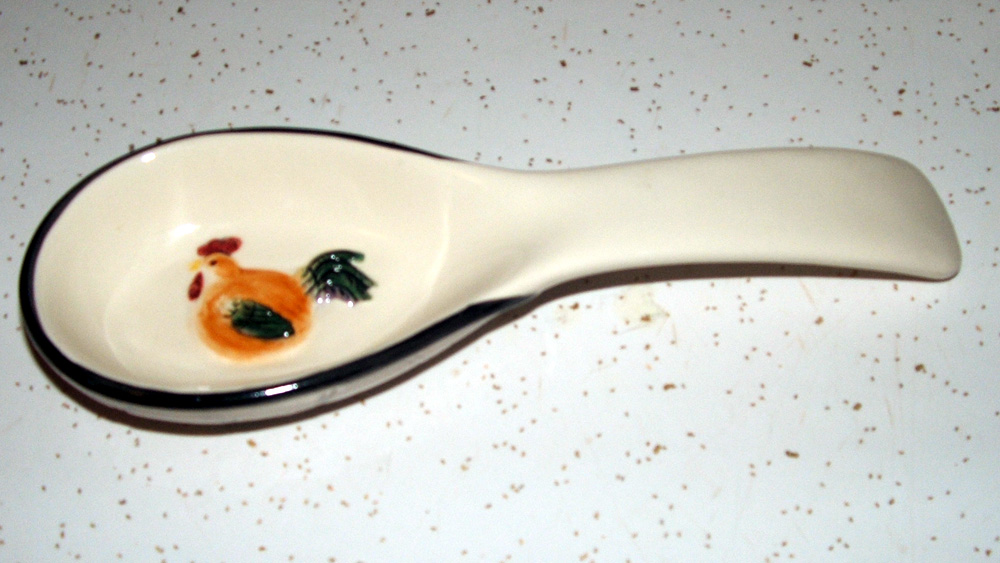
Pousa-colheres de porcelana com um galo pintado

O feitio típico de um pousa-colheres assemelha-se a uma colher, mas com uma concha mais achatada e alargada, sendo certo que há feitios alternativos, como é o caso dos pousa-colheres verticais.